# Couche limite atmosphérique
La couche limite atmosphérique (CLA), également connu sous le nom de couche limite planétaire (CLP) ou couche limite de frottement, est en météorologie la partie la plus basse de la troposphère dont le comportement est directement influencé par le frottement avec une surface planétaire. Sur Terre, elle répond généralement aux changements du forçage radiatif de surface en une heure ou moins. Dans cette couche, des quantités physiques telles que la vitesse d'écoulement, la température et l'humidité présentent des fluctuations rapides (turbulence) et le mélange vertical est intense. Au-dessus de la CLA se trouve l'atmosphère libre, là où le vent est approximativement géostrophique (parallèle aux isobares), tandis que dans la couche limite, le vent est affecté par la traînée superficielle due au frottement avec le relief et s'oriente en travers des isobares vers les pressions plus basses.
L'épaisseur de cette couche limite atmosphérique varie entre 50 m et 3 km, selon la stabilité de l'air et la rugosité de la surface, la moyenne étant de 1 000 à 1 500 m,. Au-dessus de la couche limite atmosphérique (formée d'une couche de surface et de la couche d’Ekman) s’étend ce que l’on appelle l’atmosphère libre (sous-entendu « libre de l’influence du sol », mais pas de l’influence de la force de Coriolis ou autres) : Plus on s’élève au sein de l’atmosphère libre plus le vent s’approche (en force et direction) du vent géostrophique.
L'étude des échanges de matière, d'énergie et de mouvement se produisant au sein de la couche limite atmosphérique joue un rôle important dans la mise au point des modèles de prévision numérique du temps. La paramétrisation des échanges horizontaux et verticaux, selon les conditions de stabilité de l'air, sert à déterminer le type et la formation de nuages, des précipitations, ainsi que la structure verticale des vents à chaque instant de la prévision, la surface terrestre constituant l'une des limites physiques où la vitesse et les mouvements verticaux doivent être nuls.

## Description

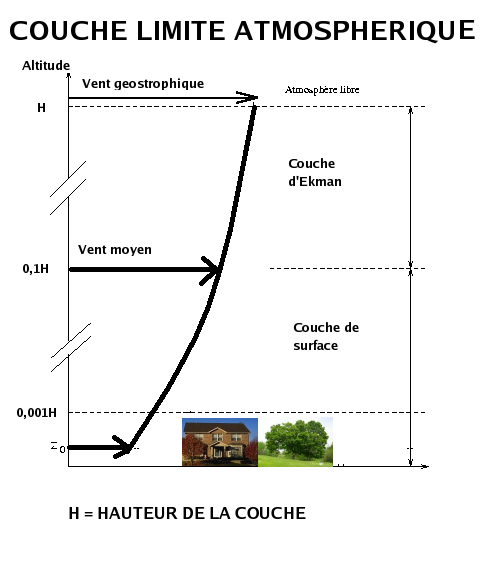
Représentation de la couche limite atmosphérique.

La couche limite atmosphérique (ou planétaire) est la partie inférieure de la troposphère en contact avec la surface de la Terre. Elle est souvent turbulente et est coiffé d’une couche d’air stable ou d’une inversion de température. La couche peut être divisée en deux parties, : La couche de surface où se fait sentir uniquement le freinage dû à la surface et la couche d’Ekman où se font sentir à la fois le freinage dû à la surface et la force de Coriolis :
- Couche de surface

C’est la couche dans laquelle le frottement de l’air sur la surface de la planète (sol ou étendue d’eau) se fait le plus sentir. Le vent à toutes les hauteurs de cette couche garde une direction à peu près fixe mais sa vitesse décroît avec la hauteur, et ceci de plus en plus à mesure qu’on s’approche de la surface (comme dans le cas de l’écoulement d’un fluide à la surface d’un corps). Cette couche de surface est donnée par Météo-France comme pouvant mesurer de 10 m à 100 m de hauteur (avec une moyenne de l’ordre de 50 m).
On peut également distinguer, dans le profil de la couche de surface une sous-couche rugueuse tout près de la surface où existe une forte turbulence d'origine dynamique autant que thermique.
- Couche d’Ekman (nommée ainsi d'après le nom du physicien suédois Vagn Walfrid Ekman)

Au-dessus de la couche de surface, s’étend la couche d’Ekman dont l’épaisseur est, en ordre de grandeur, 10 fois plus grande que celle de la couche de surface. Dans cette couche d’Ekman, se font sentir à la fois le ralentissement dû à la surface de la planète (mais moins que dans la couche de surface) et la force de Coriolis qui tend à modifier la direction du vent. Ladite force de Coriolis (due à la rotation de la Terre) devient de plus en plus prépondérante (par rapport au ralentissement dû à la surface) à mesure que l’on est plus haut dans cette couche d’Ekman. Ces deux influences combinées (ralentissement et Coriolis) créent, dans la couche d’Ekman, une rotation du vent en fonction de l’altitude (rotation plus forte en partie haute) ainsi qu’une diminution de la vitesse à mesure qu’on s’approche du bas de cette couche d’Ekman, de sorte que les vecteurs vent dans cette couche d’Ekman forment ce que l’on appelle la spirale d'Ekman.

## Variation du vent avec l'altitude

### Modèle logarithmique de la couche limite de frottement

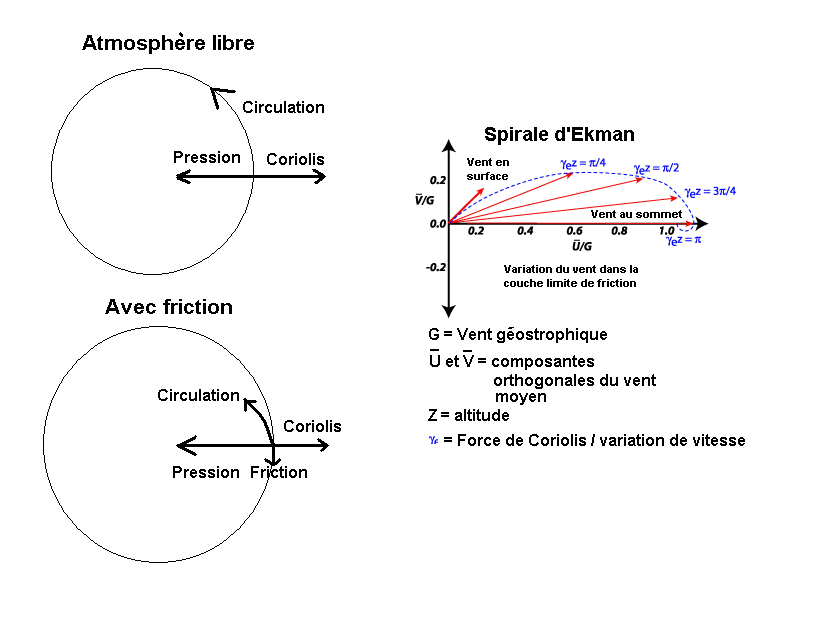
Circulation atmosphérique avec et sans la friction : résultat la spirale d'Ekman

On appelle aussi la couche limite de frottement, couche logarithmique de surface, car le profil vertical du vent peut y être modélisé par une variation logarithmique en fonction de la hauteur à partir de la surface. Cette loi logarithmique donne de bons résultats sur les 100 premiers mètres de l'atmosphère (à partir de la surface). Au-dessus de 100 mètres jusqu'au sommet de la couche limite atmosphérique, une loi en puissance est plus précise (pour une atmosphère neutre). Ainsi le profil dans la couche d'Ekman est souvent exprimé comme :
{\displaystyle {\text{à }}z=0:\quad A{\frac {\partial u}{\partial z}}=\tau ^{x}\quad {\text{and}}\quad A{\frac {\partial v}{\partial z}}=\tau ^{y},}
Où:
- {\displaystyle \ \tau ^{x}} et {\displaystyle \ \tau ^{y}} sont les composantes de cisaillaiment du tenseur de contraintes de la surface ;
- {\displaystyle \ \tau }, est le champ de vents à la surface considérée ;
- {\displaystyle \ u_{g}} et {\displaystyle \ v_{g}} sont les vents géostrophiques dans les directions {\displaystyle \ x} et {\displaystyle \ y} avec {\displaystyle \ z\to \infty :u\to u_{g},v\to v_{g}.}.

### Limite de validité des représentations simplifiés de lacouche limite de frottementde cet article
Les représentations simplifiés de la couche limite de frottement évoquées dans cet article sont basées sur l'hypothèse que l'atmosphère est neutre (c.-à-d. qu'un changement aléatoire d'altitude d'une particule d'air n'augmentera ni ne diminuera la poussée d'Archimède que cette particule reçoit des autres particules).
L'hypothèse que l'atmosphère est neutre est acceptable lorsque le vent moyen à 10 m de hauteur dépasse 10 m/s : le mélange par turbulence l'emporte sur l'instabilité de l'atmosphère.

## Extension verticale selon la stabilité
L'épaisseur de la couche limite atmosphérique suit la variation diurne de température dans la couche de surface, particulièrement dans la sous-couche rugueuse, variation qui n’est pas observée dans l'atmosphère libre. Elle  exhibe de fortes variations quotidiennes, synoptiques (3 à 5 jours) et saisonnières. Elle est induite par les flux de quantité de mouvement, d’énergie et de constituants résultant de l’interaction turbulente avec le sol. Cette interaction turbulente résulte des instabilités dynamiques et thermiques qu’induit la présence du sol. La variation diurne de l’énergie cinétique turbulente (ECT) est un estimateur de l’intensité de la turbulence qui est particulièrement intense durant la journée. L'épaisseur de la couche limite atmosphérique va dépendre de :
- l'ampleur du réchauffement par chaleur sensible ou latente, qui détermine la stabilité statique et la croissance de turbulences thermiques ;
- la grandeur du cisaillement vertical du vent, qui détermine l'intensité de la turbulence mécanique et la croissance des tourbillons turbulents ;
- la convergence ou divergence causée par les systèmes météorologique à grande échelle (synoptique).

### Variation diurne

Variation quotidienne de la composition de la couche limite planétaire convective.

Si la masse d'air dans la couche limite planétaire peut être rendue instable par réchauffement du sol, la flottabilité positive à la surface se traduit par une énergie potentielle de convection disponible qui crée une instabilité thermique et génère ainsi une turbulence supplémentaire, parfois même importante :
- Pendant la journée, le sol se réchauffe et l'augmentation de température se transmet depuis la couche de surface vers l'inversion de température (couche stable) au sommet de la couche limite atmosphérique. Le processus de transfert est convectif ce qui produit des turbulences vigoureuses donnant une couche bien mélangée au-dessus de la couche de surface et en même temps fait croître l'épaisseur de la CLA (image ci-contre)[4]. L'effet de la turbulence diurne est d'égaliser la température potentielle et d'obtenir un rapport de mélange constants dans la couche mélangée. Le mélange est souvent le plus intense de 1 à 2 heures après le midi solaire[8].

Au-dessus de la couche de mélange, la couche stable (inversion de température de 100 à 200 m d'épaisseur) sous l'atmosphère libre, devient une zone d'entraînement d'air de cette dernière où on retrouve de forts gradients verticaux de température et d’humidité qui peuvent inhiber ou amoindrir la formation de nuages convectifs. Si la température potentielle de la couche mélangée peut égaler ou dépasser celle de couche stable au sommet de la CLA, des nuages de types cumulus à extension plus ou moins forte se formeront et le sommet de la CLA deviendra la base de ces nuages.
- Vers le coucher du soleil, la turbulence se dissipe et la couche mélangée, au-dessus de la couche de surface, se transforme en une couche résiduelle dont l’état moyen initial est celui de la couche mélangée avec stratification quasi neutre[11].

- Pendant la nuit, la couche de surface devient stable par contact avec la surface refroidie par radiation et s'épaissit[4]. Le vent près du sol s’affaiblit généralement. Cependant, dans la couche résiduelle, le vent peut être accéléré jusqu’à des vitesses super-géostrophiques, un phénomène appelé courant-jet de bas niveau. La turbulence est alors sporadique dans la couche limite atmosphérique, causée par des instabilités dynamiques de cisaillement des vents dans la CLA[11].

### Sans variation
Lorsque l'air est stable, la flottabilité est négative à la surface ce qui atténue la turbulence et se traduit par une énergie d'inhibition de la convection. La couche limite atmosphérique stable est alors uniquement influencée par la turbulence mécanique créée par le cisaillement du vent entre le sol et le sommet de la CLA. Par conséquent, cette turbulence ne peut exister avec un vent nul en atmosphère libre. C'est le cas typique d'une stratification de température soit par perte radiative en surface la nuit ou une inversion de température qui se produit quand une masse d'air chaud surplombe une masse plus froide (situation hivernale, au-dessus de la mer, zone de brouillard d'advection, subsidence sous un anticyclone, etc.).

## Diagrammes thermodynamiques caractéristiques
Dans l'image de gauche ci-dessous, on peut voir un diagramme Skew-T où sont pointées les données de températures et de point de rosée dans la couche limite planétaire sous l'inversion à 850 hPa. La température et le point de rosée sont constants, suivants la ligne de 20 °C. Dans une telle situation toute particule déplacée dans la CLP demeure à sa nouvelle altitude ou revient vers le point initial (air stable ou neutre). 
Dans l'image de droite, La température et le point de rosée varient avec l'altitude sous l'inversion à 650 hPa mais la première suit ligne rouge de température potentielle constante et la seconde la ligne constante de rapport de mélange. Dans ce cas un particule d'air soulevé est instable et continuera de monter jusqu'à l'inversion. Si le réchauffement au sol se poursuit, l'air se mélangera dans la CLP et la ligne de température augmentera vers la droite pour dépasser celle de l'inversion. De même, la ligne de point de rosée continuera vers le haut le long de la ligne de rapport de mélange. Lorsque les deux se rejoindront, au-dessus de la CLA/CLP, il y aura formation de nuages convectifs.
On remarque sur la bordure droite des deux images que les vents sont indiqués par des barbules vertes à divers niveaux de la CLP/CLA. La direction et la force du vent changent avec l'altitude et deviennent stables dans l'atmosphère libre au-dessus de l'inversion.

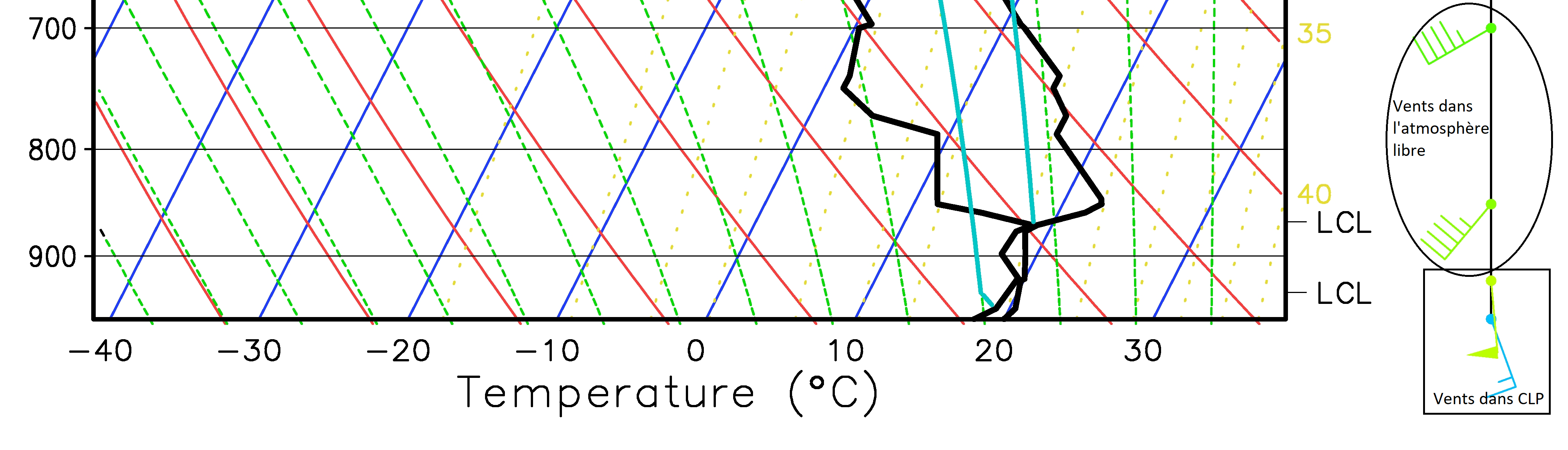
CLA stable.
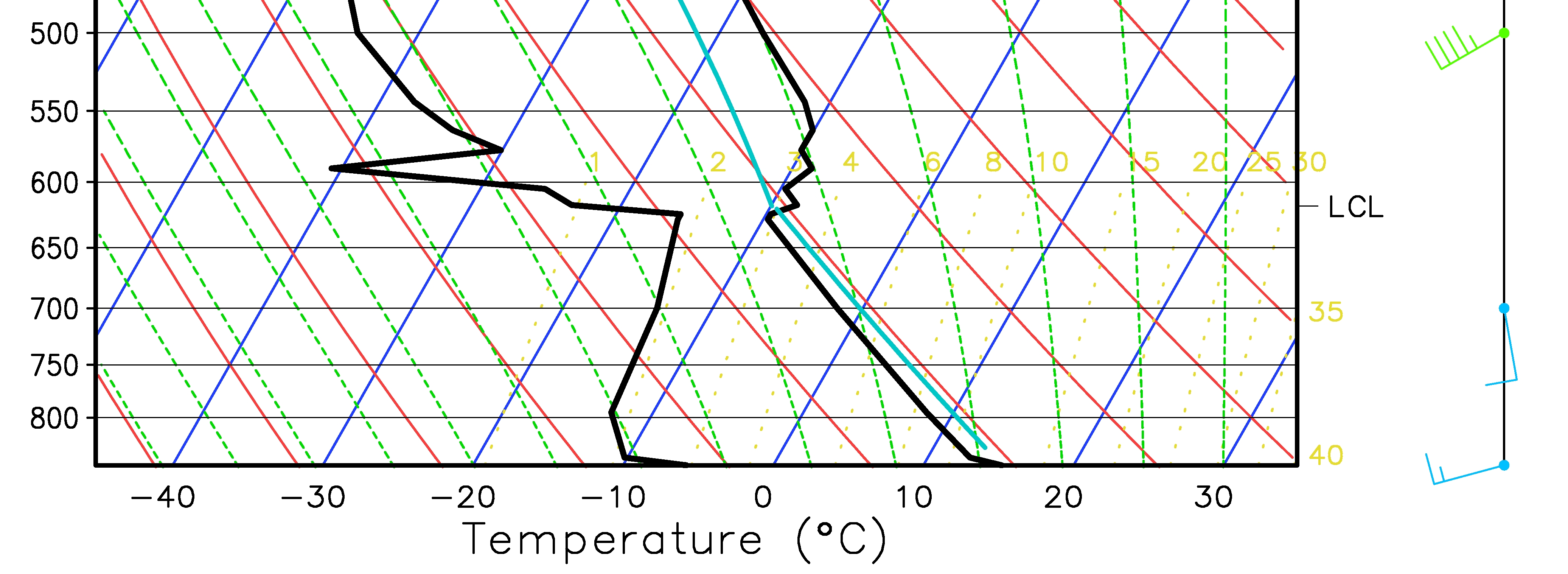
CLA mélangé et instable.

## Effets

Les éoliennes placées plus haut dans la couche limite de frottement profitent d'un vent plus fort

La stabilité de la couche limite planétaire et de son extension verticale a de grands effets sur le type de nuages, les vents près du sol, la turbulence et la distribution de l'humidité et des polluants dans l'atmosphère. On y retrouve la plupart des éléments à méso-échelle qui mènent au déclenchement de la convection profonde et une bonne partie des éléments qui mènent aux systèmes à l'échelle synoptique.
La paramétrisation de la couche limite est donc primordiale dans la mise au point des modèles de prévision numérique du temps et climatique. Les nuages dans la couche limite ont une influence sur les alizés, le cycle hydrologique et les échanges d'énergie.

### Vie courante

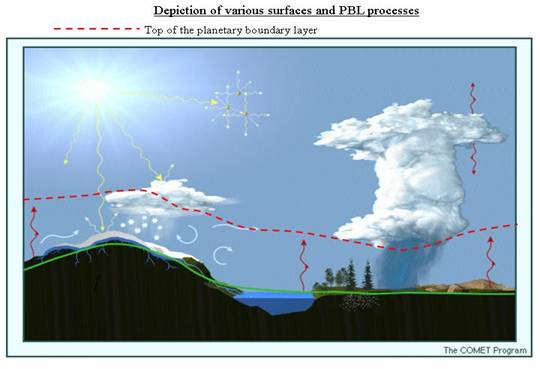
Nuages convectifs au sommet de la couche limite (tireté rouge) par temps ensoleillé.

- Dans la vie courante, on peut se souvenir que les rotors d'éoliennes sont placés le plus haut possible au-dessus du sol pour profiter d'un vent suffisamment fort, leur puissance étant environ proportionnelle au cube de la vitesse du vent[1] ;
- Le réchauffement diurne se passant près du sol, la couche limite planétaire forme un « bouchon » qu'il faut vaincre pour générer des nuages convectifs de la famille des cumulus (cumulus, cumulus congestus et cumulonimbus). En effet, le sommet de la couche limite est le plus souvent associé avec le niveau de condensation par ascension (NCA) et la base des nuages. Le niveau de convection libre (NCL), qui détermine le début de la convection et l'extension verticale d'un nuage convectif, peut cependant être légèrement plus élevé (voir : Détermination de la base des cumulus)[8],[10]. La coïncidence entre la base des nuages et le sommet de la CLA est cependant tributaire d'une masse d'air normalement humide, dans une région plus aride, les nuages pourrait se former à plus haute altitude que la CLA (le NCA étant difficile à atteindre) ;
- Le refroidissement nocturne mène à la formation de brouillards en surface et de nuages de type stratus ou stratocumulus au sommet[8] ;
- Lors de la rencontre de deux masses d'air, il se produit un mélange ou un remplacement de l'une par l'autre qui débute en surface. Cependant, une masse d'air dont la couche limite atmosphérique est très stable est très dense et est difficile à déplacer. Il arrive ainsi souvent que les masses plus chaudes et donc moins denses, vont glisser au-dessus de masses plus froides comme c'est le cas à l'avant d'un front chaud ou dans un brouillard d'advection[8] ;
- La grande hauteur des cheminées d'usine doit être vue comme une tentative d'émettre les polluants à un niveau où les vents sont plus forts dans la couche limite atmosphérique. Dans un cas très stable, le panache de fumée est canalisé à cette hauteur mais dans un cas instable, il peut se mélanger dans toute la couche et même revenir vers le sol (voir Modélisation de la dispersion atmosphérique). Si la couche est mince, comme en hiver, la fumée peut être éjectée en atmosphère libre où elle demeurera sauf si en aval elle est réintroduite dans une couche limite plus épaisse et turbulente[8].